# Suillus lakei
Suillus lakei är en svampart som först beskrevs av William Alphonso Murrill, och fick sitt nu gällande namn av A.H. Sm. & Thiers 1964. Suillus lakei ingår i släktet Suillus och familjen Suillaceae.   Inga underarter finns listade i Catalogue of Life.
I den svenska databasen Dyntaxa används istället namnet Suillus amabilis för samma taxon.  Arten har ej påträffats i Sverige.

## Källor

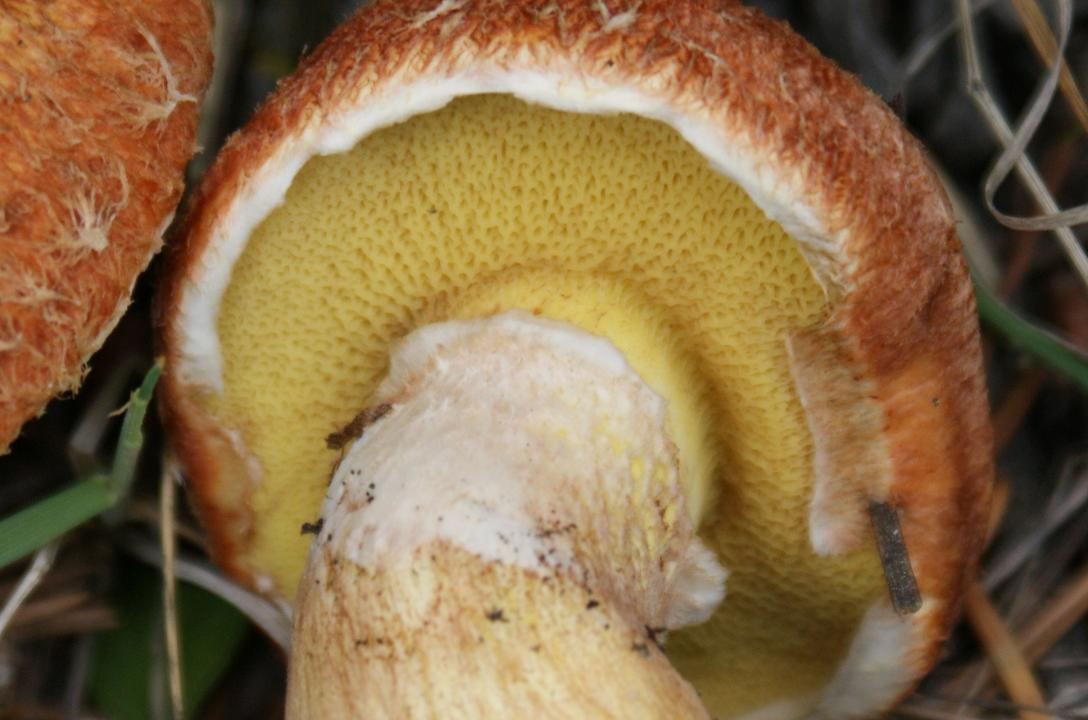
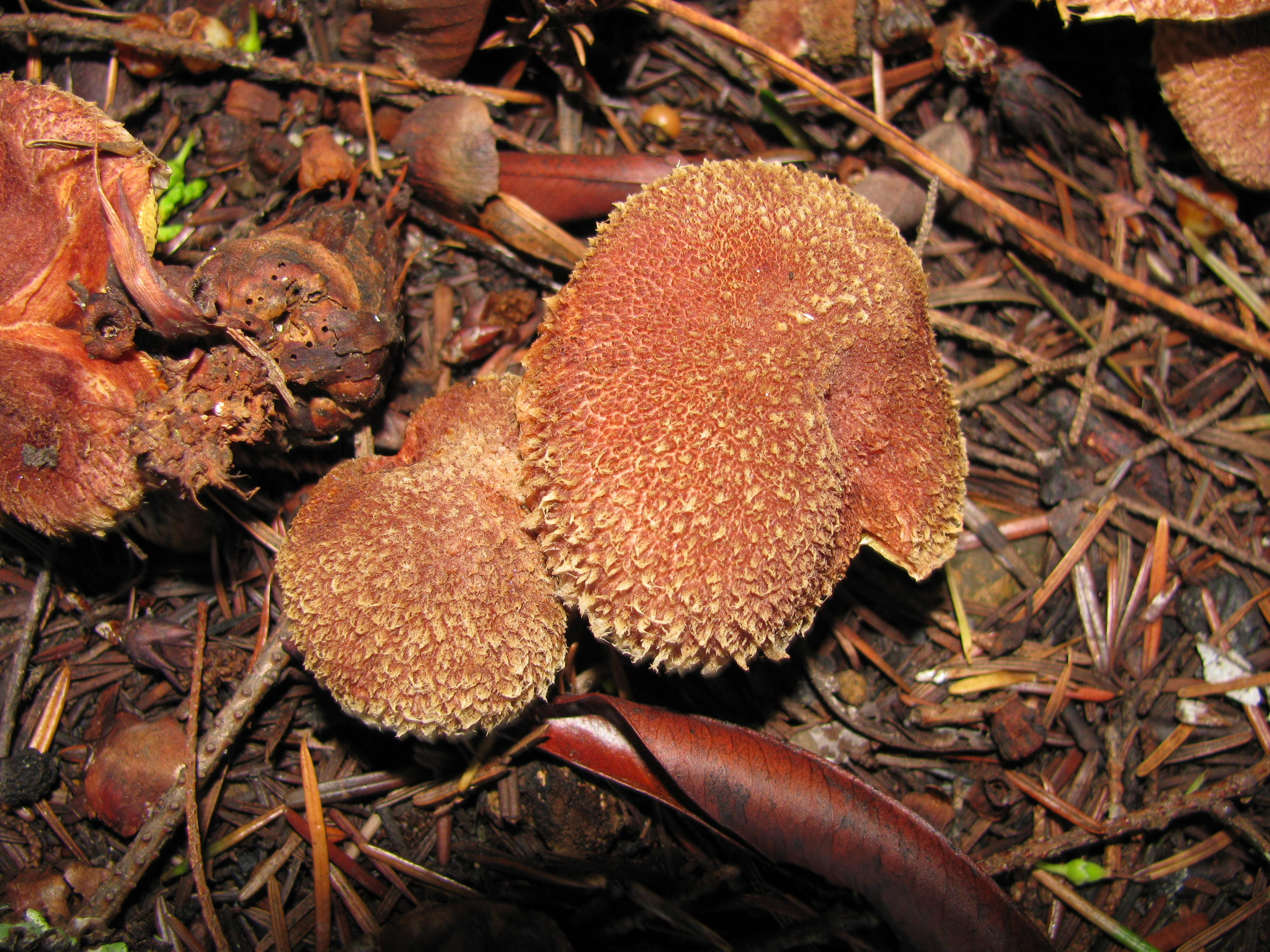